# Wronów (powiat pleszewski)
Wronów – wieś w Polsce położona w województwie wielkopolskim, w powiecie pleszewskim, w gminie Gizałki, przy drodze wojewódzkiej 443.
W latach 1975–1998 miejscowość należała administracyjnie do województwa kaliskiego.
Według miejscowych przekazów nazwa wsi pochodzi od dużej ilości wron mających gniazda w okolicy. Około roku 1890 obok Wronowa był folwark, którym zarządzał Dymecki. .
Przed I wojną światową we wsi działały 3 wiatraki, obecnie zachował się jeden, datowany na połowę XIX w. Wiatrak został przerobiony na elektryczny, dlatego nie ma śmigieł. We Wronowie, tak jak i w innych okolicznych miejscowościach, stoją budynki z rudy darniowej.
We Wronowie funkcjonuje Jednostka Ochotniczej Straży Pożarnej. Powstała w roku 1926 i jest jedną z najstarszych jednostek na terenie gminy Gizałki. Obecnie jednostka liczy 28 członków czynnych, posiada samochód pożarniczy Star 244 GBAM oraz podstawowy sprzęt. .